# November 25.
November 25. az év 329. (szökőévben 330.) napja a Gergely-naptár szerint. Az évből még 36 nap van hátra.
1981 óta a nők elleni erőszak megszüntetésének világnapja.
Névnapok: Katalin + Alán, Alen, Emma, Emmi, Erzsébet, Karen, Karin, Karina, Kata, Katarina, Katerina, Kati, Kitti, Liza, Mózes, Katinka, Katrin

## Események
- 1185 – III. Orbán pápa hivatalba lép.
- 1277 – III. Miklós pápa hivatalba lép.
- 1431 – Luxemburgi Zsigmondot Milánóban Itália királyává koronázzák (1437-ig uralkodik).
- 1487 – Sforza Bianka Mária milánói hercegnő per procuram (képviselők útján) Milánóban házasságot kötött Corvin János herceggel, I. Mátyás magyar királynak az Edelpeck Borbála boroszlói úrnővel folytatott viszonyából született törvényesített és apja utódául szánt fattyú fiával. (Miután Corvin János nem lett magyar király, a milánói udvar kérésére a pápa a házasságot 1493. november 11-én érvénytelenítette.)
- 1556 – Izabellát, I. János magyar király özvegyét, Erdély kormányzójának ismerik el fia nagykorúsításig.
- 1769 – Magyarországon először indul szakszerű orvosképzés Egerben 10 hallgatóval. A nagyszombati orvosi kar felállítása után, 1771-ben megszűnik.
- 1795 – II. Szaniszló Ágost lengyel király lemond a trónról.[1]
- 1802 – Gróf Széchényi Ferenc megalapítja az Országos Széchényi Könyvtárat.
- 1867 – Alfred Nobel szabadalmaztatja a dinamitot.
- 1893 – A Magyar Ornithologiai Központ (Magyar Madártani Intézet) (a világ első ilyen állami intézetének) megalapítása. Első vezetője Herman Ottó, utódja Chernel István.
- 1915 – August von Mackensen német tábornagy seregei győzelmet aratnak Rigómezőnél. A szerb hadsereg maradéka Albániába vonul vissza.
- 1915 – Albert Einstein Az általános relativitáselméletet előadássorozatban adja elő a Porosz Tudományos Akadémián. (1916-ban publikálta.)
- 1918 – A Vajdaságot a Szerb királyság részének nyilvánítják és kimondják a Róth Ottó-féle Bánáti Köztársaság felszámolását.
- 1927 – A magyar felsőház elfogadja azt a törvénycikket, amely szerint március 15. nemzeti ünnep lesz Magyarországon.
- 1936 – Antikomintern paktum létesül Németország és Japán között, Olaszország 1937-ben, Spanyolország 1939-ben csatlakozik hozzá.
- 1939 – Gheorghe Tătărăscu-t nevezik ki Románia új miniszterelnökének, miután az előző nap lemondott Constantin Argetoianu és kormánya.
- 1953 – Magyarországra érkezett a Gulag-lágerekből szabadon bocsátott rabok első csoportja.
- 1953 – A magyar labdarúgó Aranycsapat a londoni Wembley Stadionban 6:3 arányban legyőzi a hazai pályán 90 éve veretlen angol válogatottat.
- 1959 – New Yorkban agyonlőve találják Povl Bang-Jensen dán diplomatát, az ENSZ ötös bizottság másodtitkárát, miután megtagadta a magyar ügyben tanúskodó személyek névsorának kiadását. Halálának körülményei máig tisztázatlanok.
- 1963 – Jacqueline Kennedy meggyújtja John F. Kennedy örökmécsesének lángját az elnök temetési szertartásának végeztével.
- 1969 – John Lennon, a Beatles együttes tagja visszaküldi 1965-ben kapott kitüntetését II. Erzsébet brit királynőnek, tiltakozásul Nagy-Britannia biafrai politikája és az USA vietnámi beavatkozását támogató brit kormánypolitika ellen.
- 1974 – Jasszer Arafat megkezdi tárgyalásait a Szovjetunióban, ennek eredményeként a Szovjetunió elismeri a palesztin nép jogát önálló állam alakítására.
- 1975 – Suriname (Holland Guayana) elnyeri függetlenségét Hollandiától.
- 1992 – A csehszlovák parlament úgy dönt, hogy 1993. január 1-jével az ország szétválik Csehországra és Szlovákiára.
- 2007 – Leszerelnek az utolsó sorkatonák is Bulgáriában.
- 2007 – Több tucat orosz ellenzékit vesznek őrizetbe és vernek össze Szentpétervárott a rohamrendőrség egységei egy Vlagyimir Putyin elnök ellen tervezett, nem engedélyezett tüntetés előtt.

## Sportesemények
Formula–1
- 2012 –  brazil nagydíj, Sao Paulo - Győztes: Jenson Button  (McLaren-Mercedes)

Labdarúgás
- 1953 – a londoni Wembley Stadionban játszotta „az évszázad mérkőzését” az angol és a magyar labdarúgó válogatott. (Anglia Magyarország 3:6)

## Születések
- 1562 – Lope de Vega spanyol drámaíró, költő († 1635)
- 1635 – Madame de Maintenon márkinő (sz. Françoise d’Aubigné), XIV. Lajos francia király szeretője, majd titkos felesége († 1719)
- 1638 – Bragança Katalin angol királyné, II. Károly angol király felesége; († 1705)
- 1686 – Nicolaus Steno dán természettudós († 1638)
- 1700 – (Árva) Bethlen Kata erdélyi magyar földbirtokos, mecénás, írónő († 1759)
- 1752 – Johann Friedrich Reichardt német zeneszerző († 1814)
- 1760 – Amade Antal magyar író († 1835)
- 1775 – Csergheő Ferenc magyar császári-királyi tanácsos, a dunántúli királyi tábla ülnöke († 1885)
- 1796 – Andreas von Ettingshausen osztrák matematikus, fizikus († 1878)
- 1802 – Andrássy István magyar kanonok († 1890)
- 1825 – Szikszai Lajos Szilágy vármegye alispánja, 1848-as forradalmár és szabadságharcos, politikus († 1897)
- 1835 – Andrew Carnegie skót származású amerikai iparmágnás és filantróp üzletember († 1919)
- 1844 – Karl Benz német mérnök, feltaláló, az autózás úttörője († 1929)
- 1870 – báró Perényi Zsigmond belügyminiszter († 1946)
- 1881 – Angelo Giuseppe Roncalli a későbbi XXIII. János pápa, a második vatikáni zsinat összehívója († 1963)
- 1882 – Szabó Zoltán magyar botanikus, biológus, a genetika hazai úttörője († 1944)
- 1886 – Balassa Imre magyar zenekritikus, író, újságíró, dramaturg († 1974)
- 1894 – Bánky Róbert magyar színész, színházigazgató († 1981)
- 1895 – Anasztasz Mikoján (er. Anasztasz Hovhanneszi Mikojan) örmény születésű bolsevik forradalmár, szovjet politikus, az SZKP PB tagja, miniszterelnök-helyettes, államfő († 1978)
- 1899 – Horváth Árpád magyar színházi rendező, színházigazgató († 1943)
- 1901 – Serly Tibor magyar hegedűművész, magyar zeneszerző († 1978)
- 1901 – Arthur Liebehenschel az auschwitzi és majdaneki haláltáborok parancsnoka volt a második világháborúban († 1948)
- 1904 – Nádasdy Kálmán Kossuth-díjas magyar színházi rendező, színházigazgató, színészpedagógus († 1980)
- 1904 – Urr Ida magyar költő, orvos († 1989)
- 1908 – Ottis Stine (Ottis E. Stine) amerikai autóversenyző († 2000)
- 1915 – Augusto Pinochet Ugarte chilei katonatiszt, diktátor († 2006)
- 1921 – Rákos Sándor magyar költő, műfordító († 1999)
- 1929 – Gross Arnold Kossuth- és Munkácsy Mihály-díjas magyar grafikus, festőművész, a nemzet művésze († 2015)
- 1938 – Takács Mária magyar tévébemondó, a Magyar Televízió örökös tagja († 1997)
- 1939 – Futó Elemér magyar erdész, a Kis-Balaton természetvédelmi felügyelője, a Balaton-felvidéki Nemzeti Park nyugalmazott vezető természetvédelmi őre († 2010)
- 1939 – Vékás Lajos jogtudós, az MTA tagja
- 1940 – Percy Sledge amerikai énekes († 2015)
- 1946 – Slim Borgudd (Karl Edward Tommy Borgudd) svéd autóversenyző
- 1946 – Vallai Péter magyar színész († 2012)
- 1953 – Herbert Breiteneder osztrák raliversenyző († 2008)
- 1955 – Horn Gábor magyar politikus, közgazdász
- 1960 – Amy Grant amerikai gospel énekesnő
- 1960 – ifj. John Fitzgerald Kennedy amerikai jogász, John Fitzgerald Kennedy fia († 1999)
- 1960 – Mihály Marianna magyar színésznő
- 1967 – Varga János Kazinczy-díjas magyar rádióbemondó, műsorvezető
- 1971 – Christina Applegate amerikai színésznő
- 1974 – Karácsonyi Zoltán magyar színész
- 1978 – Shiina Ringo (椎名林檎) japán énekesnő, zeneszerző, dalszövegíró, zenei producer, a Tokyo Jihen nevű rock-jazz együttes alapítója
- 1986 – Katie Cassidy amerikai színésznő
- 1988 – Nodar Kumaritasvili grúz szánkós († 2010)
- 1992 – Szeverényi Balázs magyar színész
- 2002 – Pedri, a spanyol labdarúgó-válogatott tagja, a 2020-as labdarúgó-Európa-bajnokságon a „Legjobb fiatal játékos” cím elnyerője

## Halálozások
- 1185 – III. Luciusz pápa (* 1097)
- 1560 – Andrea Doria genovai admirális, államférfi (* 1466)
- 1686 – Nicolaus Steno dán természettudós (* 1638)
- 1694 – Ismaël Boulliau francia matematikus és csillagász (* 1605)
- 1766 – Johann Maria Farina német illatszergyártó, a kölnivíz feltalálója (* 1685)
- 1810 – Alvinczi József magyar katona, császári tábornok, a hétéves háború kapitánya és II. Ferenc császár katonai oktatója (* 1735)
- 1854 – Birly Ede Flórián magyar orvos, szülész, egyetemi tanár, királyi tanácsos (* 1787)
- 1872 – Bozóky János magyar reáliskolai igazgató-tanár (* 1838)
- 1927 – Rippl-Rónai József magyar festőművész (* 1861)
- 1935 – V. Ijaszu etióp császár Etiópia császára, II. Menelik etióp császár unokája. (* 1897)
- 1936 – Tóth Lajos akadémikus, a magyar magánjog professzora (* 1876)
- 1944 – Bródy Imre fizikus (* 1891)
- 1950 – Johannes Vilhelm Jensen Nobel-díjas dán író (* 1873)
- 1951 – Friedrich István magyar politikus, magyar miniszterelnök (* 1883)
- 1956 – Alekszandr Petrovics Dovzsenko szovjet (ukrán) filmrendező (* 1894)
- 1959 – Povl Bang-Jensen dán diplomata (* 1909)
- 1959 – Gérard Philipe francia színész (* 1922)
- 1961 – Györgyi Dénes magyar műépítész, a Györgyi-Giergl művészcsalád tagja (* 1886)
- 1966 – Donogán István atléta, diszkoszvető (* 1897)
- 1967 – Ossip Zadkine fehérorosz származású francia absztrakt stílusú szobrász (* 1890)
- 1968 – Upton Sinclair Pulitzer-díjas amerikai író (* 1878)
- 1974 – U Thant burmai politikus, az ENSZ főtitkára (* 1909)
- 1978 – Szigeti György magyar fizikus, akadémikus (* 1905)
- 1982 – Walt Ader (Walter Ader) amerikai autóversenyző (* 1913)
- 1988 – Miháltz Pál Munkácsy-díjas magyar festőművész, grafikus (* 1899)
- 1989 – Armand Salacrou francia író, drámaíró (* 1899)
- 1991 – Linka György magyar színész (* 1934)
- 2005 – George Best Aranylabdás északír labdarúgó (* 1946)
- 2005 – Richard Burns rali világbajnok (2001), az egyetlen angol származású világbajnok (* 1971)
- 2008 – Flipper Öcsi (Jeszenszky Béla Tibor) magyar énekes, dalszerző, zenész (* 1962)
- 2016 – Fidel Castro kubai kommunista forradalmár, politikus, diktátor (* 1926)
- 2017 – Benes József Munkácsy Mihály-díjas magyar festő- és grafikusművész (* 1930)
  - Vlagyimir Petrovics Skurihin olimpiai ezüstérmes szovjet válogatott orosz röplabdázó (* 1958)
  - Jesús Gómez Portugal olimpiai bronzérmes mexikói lovas, díjugrató (* 1941)
- 2019 – Horváth János magyar politikus, közgazdász, országgyűlési képviselő (* 1921)
- 2020 – Diego Maradona világbajnok argentin labdarúgó, edző (* 1960)
- 2020 – Cs. Szabó István magyar színész, író, költő, rendező, a Budai Bábszínház művészeti vezetője (* 1942)
- 2022 – Irene Cara amerikai énekesnő, színésznő (* 1959)

## Nemzeti ünnepek, emléknapok, világnapok
→Sablonvita:Ünnepek/11-25:
- a Szovjetunióba hurcolt magyar politikai rabok és kényszermunkások emléknapja[2][3]
- a nők elleni erőszak megszüntetésének világnapja (Patria, Minerva és María Teresa Mirabal dominikai emberi jogi aktivisták meggyilkolásának évfordulóján)[4]
- Alexandriai Szent Katalin szűz, vértanú emléknapja a katolikus egyházban[5]
- a magyar labdarúgás napja (az Aranycsapat  1953-as londoni 6:3-as győzelme emlékére)[6]
- az államiság ünnepe Bosznia-Hercegovinában[7]
- a függetlenség napja Suriname-ban[8]

## Népi időjóslás
- Ha Katalin kopog, karácsony locsog. (Vagyis ha e napon fagy, karácsonykor enyhe idő várható.)